# Квартет Александера
Квартет Александера (англ. Alexander String Quartet) — американский струнный квартет, основанный в 1981 году в Нью-Йорке. Назван по имени бессменного виолончелиста квартета Сэнди Уилсона (который, несмотря на то, что его полное имя дало название коллективу, сам всегда пользуется его уменьшительной формой).
Уже в 1982 году квартет стал лауреатом конкурса Гильдии концертных исполнителей (впервые в истории конкурса первое место было присуждено ансамблю, а не отдельному солисту). В 1985 году квартет выиграл Лондонский конкурс струнных квартетов (с Иегуди Менухиным в роли председателя жюри). В 1989 г. Квартет Александера изменил своё место базирования, перебравшись в Сан-Франциско и приняв на себя руководство Моррисоновским центром камерной музыки при Университете штата в Сан-Франциско.
Квартет Александера записал все струнные квартеты Йозефа Гайдна, Вольфганга Амадея Моцарта, Людвига ван Бетховена и Дмитрия Шостаковича, а также американского композитора Уэйна Питерсона. Среди их других записей — сочинения Иоганнеса Брамса, Белы Бартока, Джорджа Гершвина и многих других. С Квартетом Александера сотрудничали многие ведущие американские композиторы, включая Джорджа Крама и Элиота Картера, для этого коллектива написано большинство квартетных сочинений Роберта Гринберга.

## Состав
Первая скрипка:
- Эрик Притчард (1981—1992)
- Фрэнк Гефан Ян (1992—2002)
- Закариас Графилоу (с 2002 г.)

Вторая скрипка:
- Кейт Рэнсом (1981—1987)
- Фредерик Лифсиц (с 1987 г.)

Альт:
- Пол Ярбро

Виолончель:
- Сэнди Уилсон